# Тинник чёрный
Tинник чёрный (лат. Ilybius ater) — вид жесткокрылых семейства плавунцов.

## Описание
Жук в длину достигает 13—14 мм. Окрас чёрный со слабым бронзовым отливом, почти матовый. Боковые лопасти заднегруди клиновидные, не более чем в три раза длиннее своей ширины.

## Экология
Живут в стоячих водоёмах.

## Распространение
Встречается в Европе, Иране, Западной и Восточной Сибири.